# Władysława Hanczke
Władysława Hanczke z domu Ocieszko ps. „Klotylda”, „Monika”, „Sanka” (ur. 13 listopada 1889 w Warszawie, zm. 14 maja 1971) – kurierka KG Armii Krajowej, odznaczona Orderem Virtuti Militari

## Życiorys
Władysława Ocieszko (lub Ocieczko – występuje również imię Emilia) urodzona 13 listopada 1889 w Warszawie jako córka Władysława. O jej rodzinie, mężu i przedwojennych losach brak jest danych.
Podczas okupacji niemieckiej pod ps. „Klotylda”, Monika” oraz „Sanka”, początkowo była żołnierzem Kedywu KG Armii Krajowej, a następnie jedną z 14 kurierek „Dworca Zachodniego” – Wydziału Łączności Konspiracyjnej KG AK z komendami okręgów zachodnich AK. Kierowniczką tych okręgów była Stefania Hajkowicz-Frołowiczowa ps. „Beata”. Po kapitulacji powstania trafiła 13 października 1944 do obozu Zeithain z nr. jenieckim 299814.
23 września 1944 rozkazem Nr 871/I gen. Tadeusza Komorowskiego „Bora” została mianowana na stopień podporucznika. Podporucznik Władysława Hanczke została odznaczona Krzyżem Srebrnym Orderu Wojennego Virtuti Militari.
20 maja 1945 powróciła do kraju, a o jej dalszych losach brak jest danych.

## Ordery i odznaczenia
- Krzyż Srebrny Orderu Wojskowego Virtuti Militari – nr 13062